# Michal Jareš
Michal Jareš (* 19. listopadu 1973 Liberec) je český básník, literární historik, kritik, publicista a editor.

## Život
Žije v Praze. Vyučil se mechanikem strojů a zařízení v podniku LIAZ v Jablonci nad Nisou, v tomtéž podniku v Liberci následně před vojnou dva měsíce pracoval jako dělník. V letech 1993–1998 vystudoval teorii a dějiny dramatických umění na Univerzitě Palackého v Olomouci.
Od roku 1999 pracuje v Ústavu pro českou literaturu Akademie věd České republiky. Nejprve pracoval v Oddělení 20. století, posléze v Oddělení pro výzkum literární kultury a v posledních letech v Oddělení literární lexikografie. Zabývá se českou a slovenskou literaturou 20. a 21. století, její prózou, poezií i populární literaturou, dějinami komiksu, dějinami nakladatelství a lexikografií. Je členem redakční rady časopisu Aluze a také Slovenská literatúra (dlouhodobě spolupracuje s Ústavom slovenskej literatúry). Od roku 1999 spolupracuje s časopisem Tvar a od roku 2000 do konce roku 2012 byl jeho redaktorem. Otiskuje zde odborné články a studie, podílí se na přípravách rozhovorů. Literární minulosti se věnoval v rubrikách Knihovraždy a Mladé cesty – ohlasy. V nepravidelné rubrice Jedním okem tam, druhým ven psal filmové recenze, v současnosti se věnuje pravidelnému recenzování poezie v rubrice Slova o poezii. Mezi výrazné profilační prvky Tvaru patří i Jarešův komiksový strip Zlá ovce.
Edičně se podílel mj. na vydání díla Michala Mareše – Přicházím z periferie republiky (2009), Vladimíra Burdy – Lyrické minimum (2004) či spisů Vladimíra Körnera – Anděl milosrdenství, Život za podpis (2006), Psí kůže, Kámen nářku (2002) či slovenského básníka Štefana Strážaye – Štefan Strážay – Básnické dielo (2011). Účastnil se týmových prací na Dějinách české literatury 1945–1989 (2007–2008) a Slovníku české literatury po roce 1945 (2006–2011). V letech 2003–2008 provozoval blog Básní (nejen) pro všední den. Jako poeta je zastoupen v několika básnických antologiích.

## Tvorba
Michal Jareš vstoupil do literatury v roce 1994, kdy vlastním nákladem vydal tři básnické sbírky Tanec v začínajícím létě (1994), Plameny vody (1996) a Prospal jsi hedvábí (1998). Jarešova poezie bývá často dávána do souvislosti s poezií Dálného východu. Například sbírka Prospal jsi hedvábí je příkladem propojení českého prostředí s básnickou formou sidžo, volněji se k poezii Dálného východu hlásí sbírky Brzo je k lásce, pozdě je k řečem a Kdo dnům rozumí.

## Básnická sbírkaKdo dnům rozumí
Pátá sbírka Michala Jareše z roku 2006 se volně inspiruje poetikou Dálného východu a zároveň navazuje na hodnoty tradičního křesťanství. Skládá se z pěti oddílů – Nálada postdušičková, Rozhovory, Špatné melodie a fragmenty, Věštby a Ubývání. Jednotlivé části jsou věnovány reflexivní, přírodní a symbolistické lyrice sevřené z větší části do miniaturní veršované formy. Mezi stěžejní motivy patří makrokosmický pohled na cyklický pohyb přírody, kontrast smrti a života a dualita těla a duše. Sbírka se vyznačuje jemnou ironií, skepticismem a filozofickým náhledem na svět.

## Dílo
- Tanec v začínajícím létě, Liberec 1994, básnická sbírka vydaná vlastním nákladem pro okruh nejbližších přátel
- Definitivní dětství, Liberec 1995, básnická skladba vydaná vlastním nákladem pro nejbližší přátele (později součástí sbírky Plameny vody)
- Poloden čili Antal Petiška, Liberec 1995, abstraktní detektivka vydaná vlastním nákladem pro nejbližší přátele (později příloha časopisu Tvar 6/2000)
- Plameny vody, Liberec 1996, básnická sbírka vydaná rovněž vlastním nákladem pro přátele
- Prospal jsi hedvábí, Olomouc 1998, básnická sbírka vlastním nákladem vydaná pro přátele, inspirovaná korejskou básnickou formou sidžo, později vyšla jako Jarešova oficiální prvotina v roce 1999 jako příloha Tvaru 8/1999. Básně mají pevnou formu a tvar (tři dvojverší rýmované ab/ba/cc nebo ab/ab/cc tvoří šest krátkých veršů).
- Pocit důležitosti, Olomouc 1999, povídka vydaná Tvarem 12/1999
- Povídka pošťácká, Liberec 1999, povídka vydaná Tvarem 18/1999
- Zrosyvstání, Olomouc 1999, soubor básní vydaný jako novoročenka pro přátele
- Výtěžek, Praha 2000, soubor básní vydaný jako novoročenka pro přátele
- Brzo je k lásce Pozdě k řečem, Aluze Olomouc, 2001, básnická sbírka
- Svět rodokapsu, společně s Pavlem Janáčkem, 2003, komentovaný soupis sešitových románových edic 30. a 40. let 20. století. První část se zabývá kulturně-historickou charakteristikou jednotlivých sešitových edic (informace o jejich vzniku, vývoji, rozsahu, čtenářském ohlasu, literární povaze, žánru a jejich autorech). V druhé části knihy je komentovaný soupis všech českých románových edic daného období a seznamy přispěvatelů – autorů, ilustrátorů. Obsahuje obrazovou přílohu a kompletní jmenný rejstřík.
- Kdo dnům rozumí, 2006, básnická sbírka
- Dějiny československého komiksu 20. století, společně s Pavlem Kořínkem, Martinem Foretem a Tomášem Prokůpkem, 2014, historie českého a slovenského komiksu.
- V panelech a bublinách, společně s Pavlem Kořínkem a Martinem Foretem, 2015, teorie komiksu.
- Začátek eposu, 2017, básnická sbírka
- Dějiny české detektivky, spolu s Pavlem Mandysem, Paseka, 2020